# Одночасно-роздільна експлуатація пластів
Одночасно-роздільна експлуатація пластів (англ. multi-level reservoir exploitation (in a well); нім. gleichzeitig-selektive Förderung f der Schichten) — у нафто- та газовидобуванні — роздільна експлуатація різних за фільтраційною характеристикою пластів в одній свердловині за різних вибійних тисків з допомогою спеціального обладнання і в один і той же час з метою збільшення охоплення експлуатаційного об'єкта розробкою і вирівнювання швидкостей вироблення пластів.

## Сфера застосування одночасно-роздільної експлуатації кількох пластів однією свердловиною
Одночасно-роздільна експлуатація (ОРЕ) уможливлює реалізацію системи роздільної розробки об'єктів багатопластового родовища однією сіткою свердловин, а також є одним із методів регулювання розробки родовища за економії коштів.
Застосування одночасно-роздільної експлуатації доцільне з техніко-економічної точки зору за наявності в розрізі багатопластового родовища окремих продуктивних пластів, що різняться колекторськими властивостями (проникність, пористість), властивостями (в'язкість, склад) та умовами залягання флюїдів (пластовий тиск, газова шапка). При цьому пласти мають складатись із стійких порід, а відстань між ними повинна бути достатньо великою для створення надійного цементного кільця між експлуатаційною колоною і гірськими породами, для запобігання перетіканню рідини при максимально можливих перепадах тиску між пластами, і для посадки пакера в експлуатаційній колоні. Перепад тиску на 1 м висоти цементного кільця не повинен перевищувати 2 МПа, а для надійної посадки пакера потрібна висота не менше 3 м.
Обладнання для одночасно-роздільної експлуатації має забезпечувати надійне розмежування пластів, створення заданого вибійного тиску навпроти кожного пласта, регулювання та вимірювання дебіту з кожного пласта та виконання всіх інших технологічних операцій, які здійснюють в однопластових свердловинах (освоєння, інтенсифікація, ремонт тощо).
У свердловинах великих діаметрів легше досягти виконання всіх наведених вимог і створити надійне обладнання. При експлуатації кожного пласта по окремому каналу у свердловині (без змішування продукції) суттєво ускладнюється необхідне обладнання, але це не створює ускладнень для регулювання і дослідження дебітів. За можливості змішування продукції спрощується обладнання, але ускладнюється регулювання і дослідження дебітів кожного пласта.
Розрізняють одночасно-роздільне видобування нафти (ОРВ), одночасно-роздільне запомповування води (ОРЗ) та їх поєднання (ОРВ-ОРЗ). Однією свердловиною переважно експлуатують тільки два пласти. Експлуатація трьох і більше пластів утруднена і тому така технологія застосовується рідко.

## Схеми обладнання одночасно-роздільної експлуатації кількох пластів однією свердловиною
Схеми обладнання для одночасно-роздільного видобування залежать від комбінації різних способів експлуатації в одній свердловині. Технологічну схему ОРВ прийнято називати за назвою способів експлуатації пластів із переходом знизу вгору. Наприклад, під схемою насос-газліфт розуміємо таке: нижній пласт експлуатується насосним способом, а верхній — газліфтним.
При фонтанній експлуатації двох пластів можна відокремити схеми обладнання із застосуванням однієї колони, концентричних і паралельних колон НКТ.